# Orlando de Albuquerque
Orlando de Albuquerque est un médecin et écrivain portugais né le 16 août 1925 à Lourenço Marques (auj. Maputo) au Mozambique portugais, qui vécut en Angola et mourut à Braga (Portugal) en 1997. Il fut l'époux de la poétesse, également médecin, Alda Lara (1930-1962), dont il publia l'œuvre.

## Biographie
Né au Mozambique portugais, Orlando de Albuquerque Ferreira fait des études de médecine à l'université de Coimbra, puis s'installe en Angola où il exerce la médecine pendant de longues années à Lobito. Il épouse Alda Lara qui meurt en 1962. Il rentre au Portugal en 1975 et s'installe à Braga où il passe ses dernières années. Pendant son séjour au Portugal il est très actif à la Casa dos Estudantes do Império (pt) et participe à de nombreuses activités. En collaboration avec Vitor Evaristo, il entreprend une anthologie thématique de la poésie africaine (Antologia temática de poesia africana).
Il collabore à de nombreux périodiques, tels que Momento (Coimbra), Itinerário (Lourenço Marques), aux suppléments littéraires et culturels de Província de Angola (Luanda),O Lobito, Boletim Cultural do Huambo, Mensagem (Lisbonne) ou Vértice (Coimbra).

## Œuvre
- Batuque negro, 1947 (poésie)
- Estrela Perdida (à la mémoire de João Dias), 1950
- Cobra Verde, 1950
- Estrela Perdida e Outros Poemas, 1962 (poésie)
- Cidade do índico, 1963 (recueil de poésie à la mémoire d'Alda Lara)
- Sôbre o vento noroeste, 1964 (poésie)
- A Casa do campo, 1964
- Alda Lara, a mulher e a poetisa, 1966
- Teatro – Ovimbanda, 1967
- O Grande Capitão, 1967
- O Homem que tinha a chuva, 1968 (roman)
- De Manhã Cai o Cacimbo, 1969 (contes)
- Poesia inútil, 1972
- Auto de Natal, 1972
- O Filho de Zambi, 1974
- (en collaboration avec José Ferraz Motta), « Esboço de uma História da Literatura em Moçambique no Século Vinte » Luso-Brazilian Review, vol. 33, no 2, hiver 1996, p. 27-36 [lire en ligne]
- Breve Introdução à Parapsicologia, 1996
- O Feitiço, Sua Génese e Explicação, 1997
- Alda Lara: Obra completa, 1997 (avec des notes biographiques et une introduction d'Orlando de Albuquerque)
- (en collaboration avec Vitor Evaristo), História da Literatura em Moçambique, 1998